# عزلة رخمة (الضالع)

تعديل مصدري - تعديل

عزلة رخمة هي إحدى عزل مديرية دمت في محافظة الضالع اليمنية ويبلغ تعداد سكانها 4353 نسمة حسب التعداد السكاني في اليمن لعام 2004.

## روابط خارجية
- الجهاز المركزي للإحصاء بالجمهورية اليمنية
- المركز الوطني للمعلومات باليمن
- World Gazetteer:Yemen
- الدليل الشامل